# Firefly〜僕は生きていく
「Firefly〜僕は生きていく」（ファイヤーフライ ぼくはいきていく）は、2008年2月6日J-moreから発売された槇原敬之38枚目のシングル。

## 解説
映画『KIDS』主題歌。アイフルホームCMソング。映画主題歌は自身3度目。C/Wは「もう恋なんてしない」2008年バージョンを収録。

## 収録曲
作詞・作曲・編曲：槇原敬之
1. Firefly〜僕は生きていく
2. もう恋なんてしない '08
3. Firefly〜僕は生きていく（Backing Track）
4. もう恋なんてしない '08（Backing Track）